# Syndactylie
 Mise en garde médicale
Du grec sun : « avec », et dactyl : « doigt », la syndactylie est une malformation congénitale caractérisée par l'accolement et une fusion plus ou moins complète de deux ou plusieurs doigts ou orteils entre eux. La fusion peut se situer au niveau de la peau ou simultanément des os et de la peau.
Il s'agit d'un défaut d'élimination des cellules de la palmure interdigitale (présente au niveau des doigts et des orteils) chez l'embryon.
Désigne aussi dans le jargon médical, la technique consistant à relier deux doigts ou deux orteils à l'aide de bande adhésive élastique, afin de permettre la  consolidation d'une fracture ou la récupération lors de luxations ou entorses, tout en maintenant une mobilité afin d'éviter un enraidissement séquellaire des articulations. Cette technique peut aussi être utilisée préventivement.

## Synonymes
- « symphalangie », ou « palmature », quand ce sont les doigts de la main qui sont concernés ;
- « polysyndactylie », quand on retrouve plusieurs syndactylies.

## Types
Selon le nombre de doigts ou d'orteils concernés, la syndactylie est dite « complète » ou « partielle » :
- syndactylie complète : tous les doigts sont soudés, comme dans le syndrome d'Apert (mains en moufles) ;
- syndactylie partielle (III-IV) dans la triploïdie, ou très partielle (base des doigts) dans le syndrome de Simpson-Golabi-Behmel.

## Sources
- Orpha.net , site de renseignement sur les maladies rares et les médicaments orphelins
- Manuila, A. et al. Dictionnaire français de médecine et de biologie en quatre volumes. Avec la collaboration de J. Hureau et al. Paris : Éditions Masson, 1970-1975. 4 vol., p. 793.